# Thüringer Tageblatt

Kopf des Thüringer Tageblatts (1980)

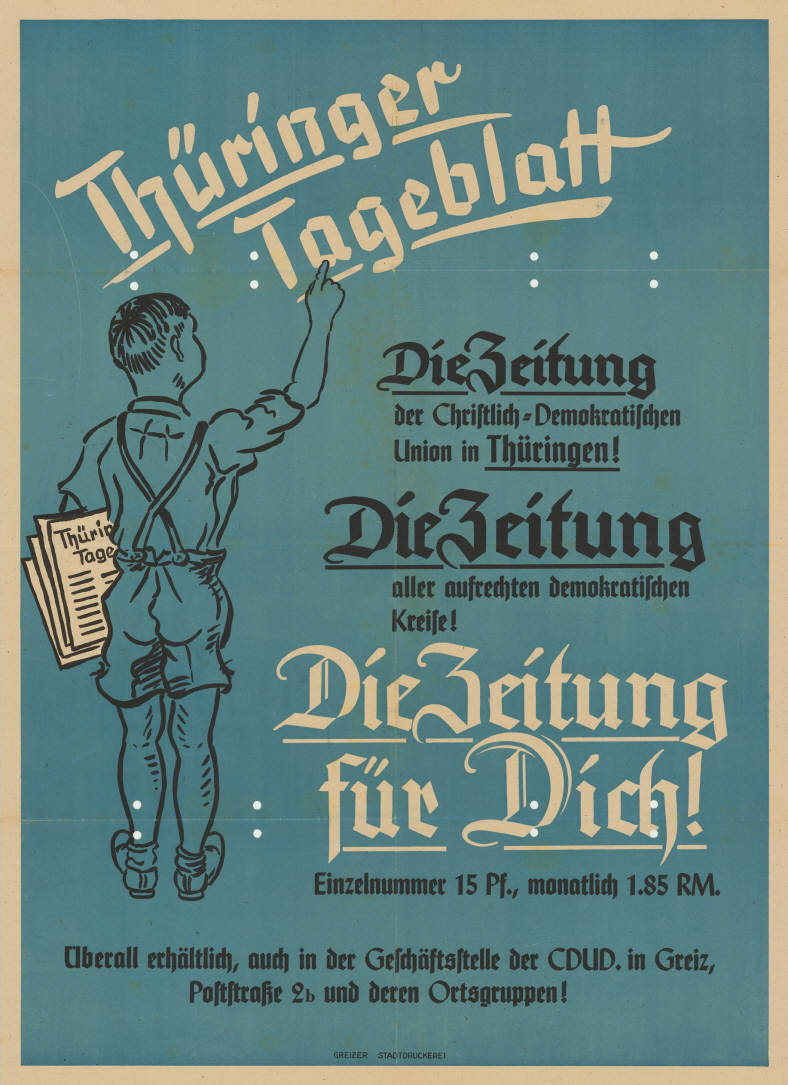
Werbeplakat für das Thüringer Tageblatt

Das Thüringer Tageblatt war die Tageszeitung der CDU der DDR für die Bezirke Erfurt, Suhl und Gera. Sie erschien vom 1. Mai 1946 bis 31. Januar 1992. Erscheinungsort war Weimar.
Erster Chefredakteur war von Mai bis Oktober 1946 der ehemalige Pressechef der Deutschen Bank, Maximilian Müller-Jabusch (1889–1961). Schon nach wenigen Monaten floh er in den Westen und wurde Chefredakteur bei „Der Abend“ in West-Berlin. Sein Nachfolger wurde Heinz Baumann (bis 1949) und August Bach (ab 19. Februar 1949).
Aufgrund der geringen Papierzuteilungen erschien das Blatt anfangs nur dreimal wöchentlich mit einer Startauflage von 30.000 Exemplaren (September 1946), die bis Mai 1947 auf 12.000 reduziert werden musste.
Das TTB war eine von drei zugelassenen Tageszeitungen der Blockparteien in den thüringischen Bezirken.
Der Erfurter Redakteur des Thüringer Tageblatts Michael Meinung, später Sprecher der Thüringer Landesregierung, erhielt 1990 ein Lob von der Redaktion des Erfurter Heimatbriefs der Vereinigung Heimattreue Erfurter: „Die Redaktion des EHB verdankt ihm in den letzten Jahren der SED-Diktatur manche Hinweise und Hintergrundinformationen, die er nicht ohne Gefahr für seine Existenz weitergab. Ohne diese wäre der „Halbjahresanzeiger“ (im EHB) nicht so interessant und aktuell gewesen“.
Nach der Wende und friedlichen Revolution brachte die Treuhandanstalt als treuhänderische Verwalterin des Vermögens der Ost-CDU ihre Anteile am Thüringer Tageblatt als Stammeinlagen in den Deutschen Zeitungsverlag (DZV) ein. Der DZV war ein Gemeinschaftsunternehmen, an der die FAZ zunächst die Hälfte der Anteile hielt und die andere Hälfte dann für 4 Millionen DM ebenfalls erwarb.
Die Berliner Tageszeitung „Neue Zeit“ übernahm die beim DZV in Halle und Weimar erscheinenden Zeitungen „Der Neue Weg“, und „Thüringer Tageblatt“ zum Februar 1992. Kurze Zeit später musste die Zeitung aus wirtschaftlichen Gründen eingestellt werden.